# Communauté du Grand Villeneuvois
Die Communauté du Grand Villeneuvois ist ein ehemaliger französischer Gemeindeverband (Communauté de communes) im Département Lot-et-Garonne und der Region Aquitanien. Er wurde 2009 gegründet.

## Geschichte
Im Jahr 1999 wurde die „Communauté de communes du Villeneuvois“ von zehn Gemeinden gegründet. 2009 wurde sie durch Fusion mit der „Communauté de communes du Roquentin“ auf 16 Gemeinden erweitert (lediglich die Gemeinde Sauvagnas schloss sich der Fusion nicht an; sie wechselte zur Communauté d’agglomération d’Agen). In diesem Zusammenhang nahm der vergrößerte Verband den Namen Communauté du Grand Villeneuvois an mit der Perspektive zur Communauté d’agglomération aufzusteigen (dazu fehlten im Jahr 2008 rund 3000 Einwohner).

## Mitglieder
- Allez-et-Cazeneuve
- Bias
- Casseneuil
- Cassignas
- Castella
- Dolmayrac
- La Croix-Blanche
- Laroque-Timbaut
- Lédat
- Monbalen
- Pujols
- Saint-Antoine-de-Ficalba
- Sainte-Colombe-de-Villeneuve
- Sainte-Livrade
- Saint-Robert
- Villeneuve-sur-Lot

## Quelle
- Le SPLAF (Website zur Bevölkerung und Verwaltungsgrenzen in Frankreich (frz.))